# 景街站
景街站（英語：King Street Station）是美國華盛頓州西雅圖的一個鐵路車站。車站位於市中心南面，拓荒者廣場鄰里的南景街、南傑克遜街、第二大道及第四大道南之間。建於1904年至1906年，由1906年5月10日啟用起服務大北方鐵路及北太平洋鐵路，直至1971年5月1日美鐵成立為止。車站由位於明尼蘇達州聖保羅的建築團隊Charles A. Reed and Allen H. Stem設計，後來也成為紐約市紐約中央鐵路大中央總站的關聯設計者。國王街站一直是西雅圖最重要的列車總站，直至鄰近的俄勒岡及華盛頓車廠興建，後來1911年改名聯合車站。國王街車站在1973年加入國家史蹟名錄及華盛頓古蹟登記。
景街車站在2008年由西雅圖市政府以10美元購回，在資金充足後，重建工程在2013年完成。
車站有美鐵的喀斯喀特號列車、帝國建設者號列車及海岸星光號列車、海灣公共交通局的海灣通勤鐵路列車停靠，同時也是洛磯登山者豪華列車海岸山口號列車的西雅圖總站。
2018年，國王街是美國西部第三繁忙的車站，僅次於洛杉磯聯合車站和薩克拉門托谷站，位居全美國第15位 。

## 图集

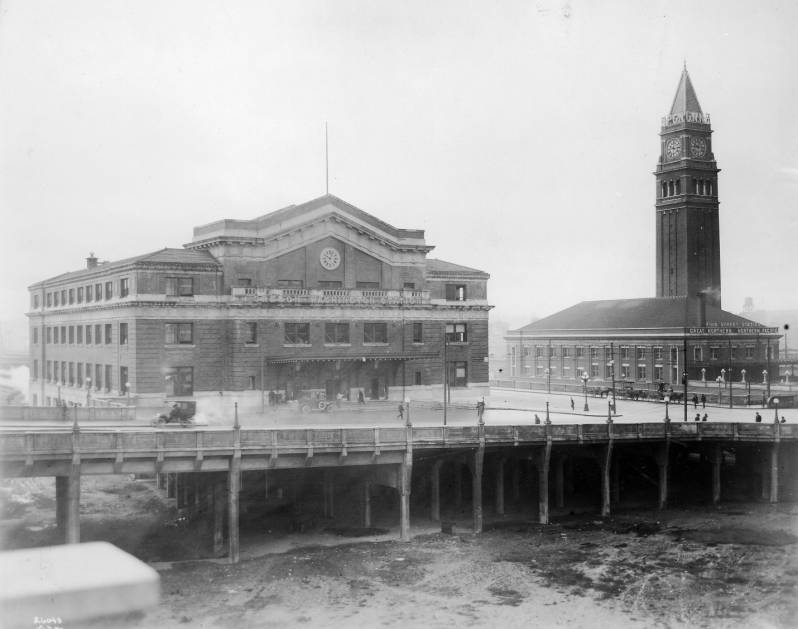
1913年的景街站与西雅图联合车站（英语：Union Station (Seattle)）
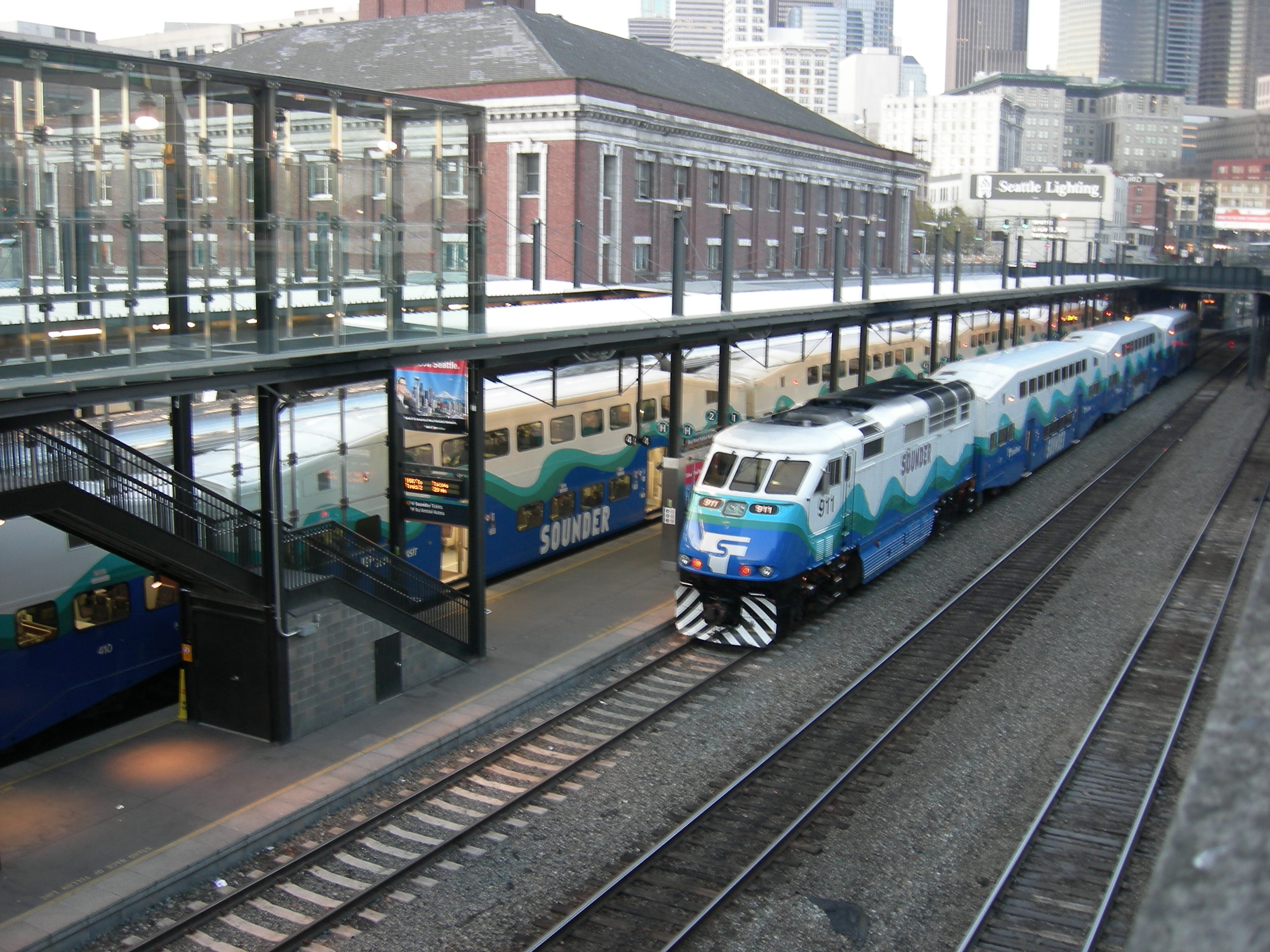
海灣通勤鐵路列車
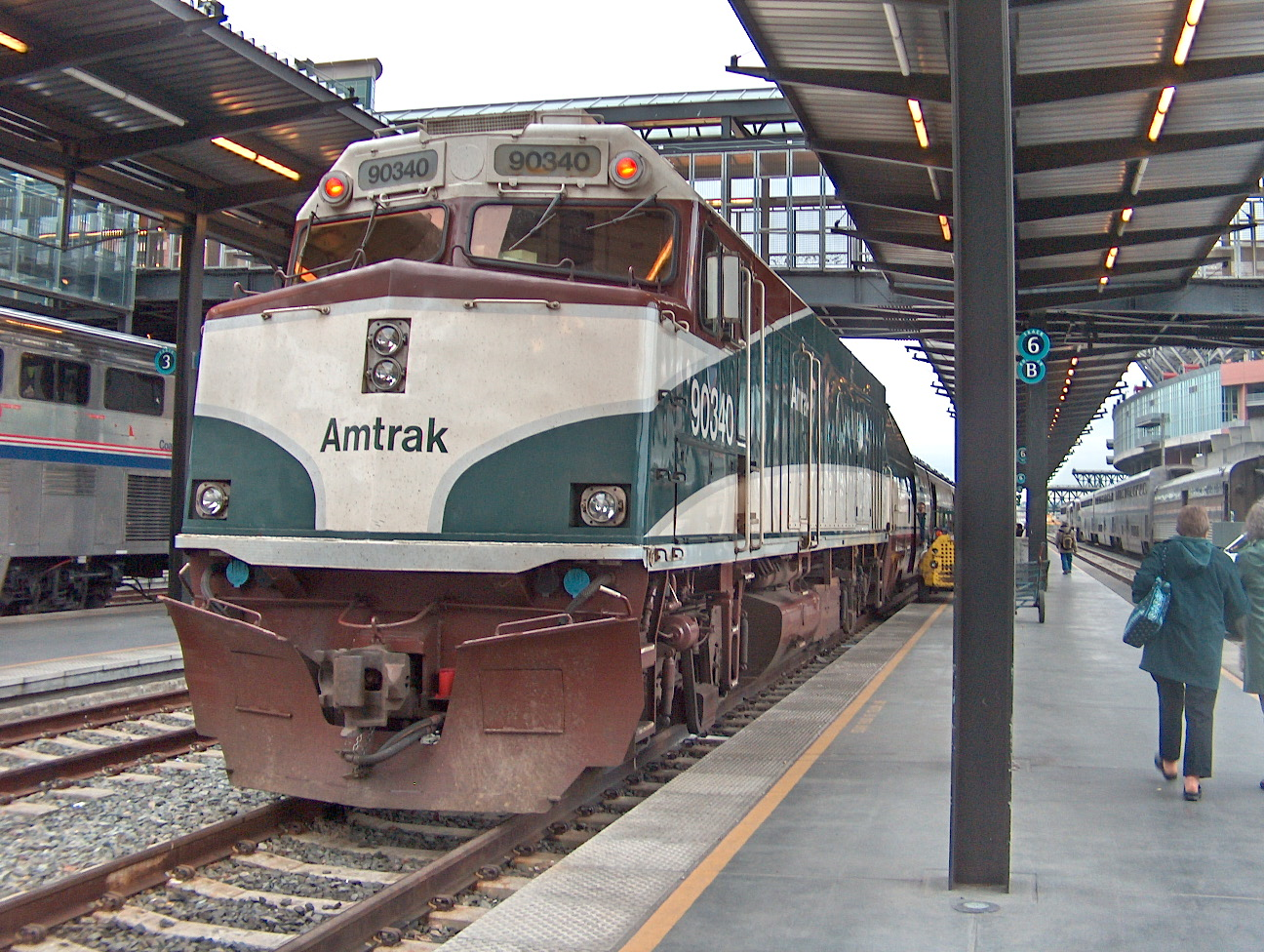
喀斯喀特號列車（英语：Amtrak Cascades）
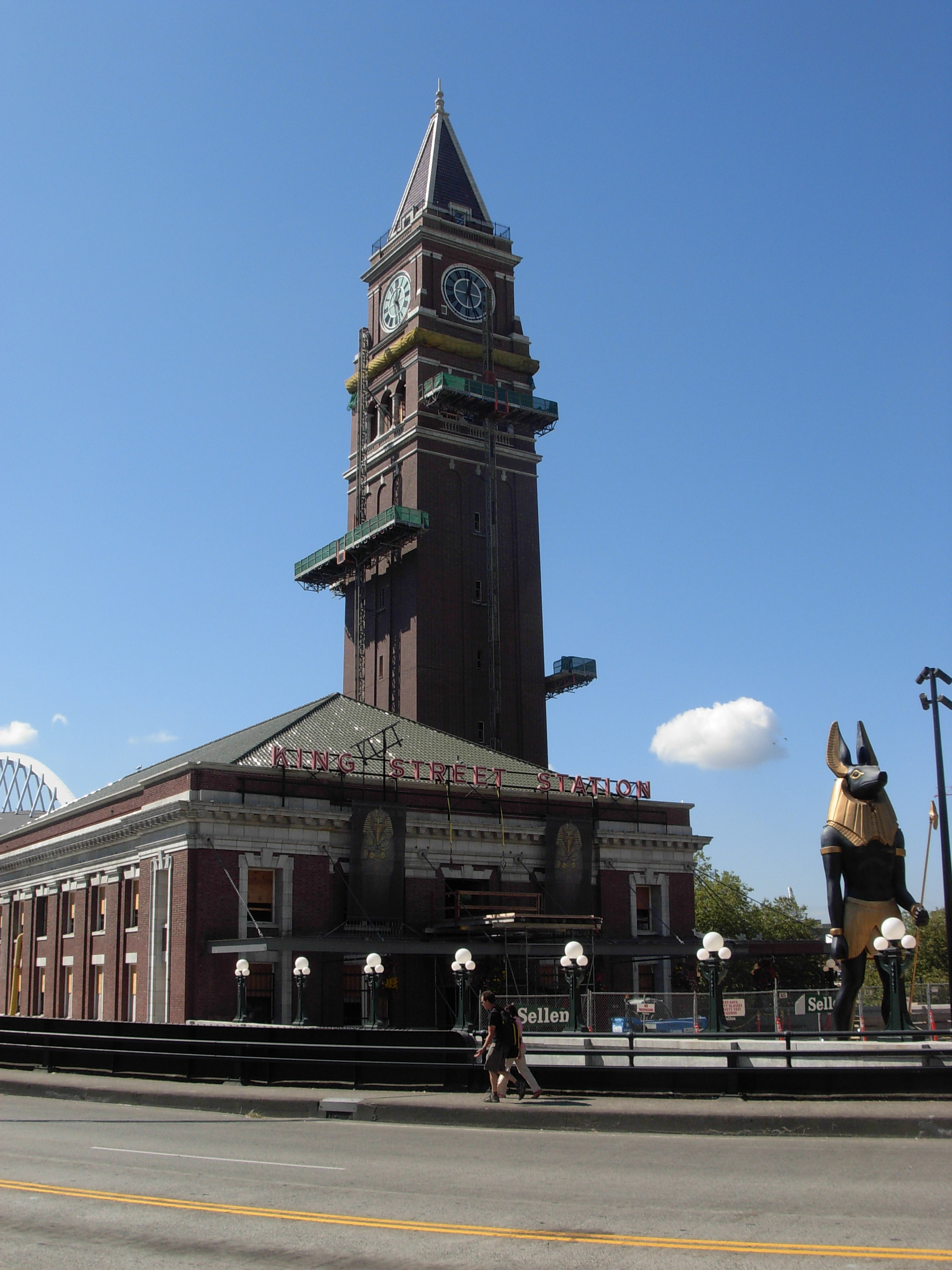
重新装修中的景街站，摄于2012年
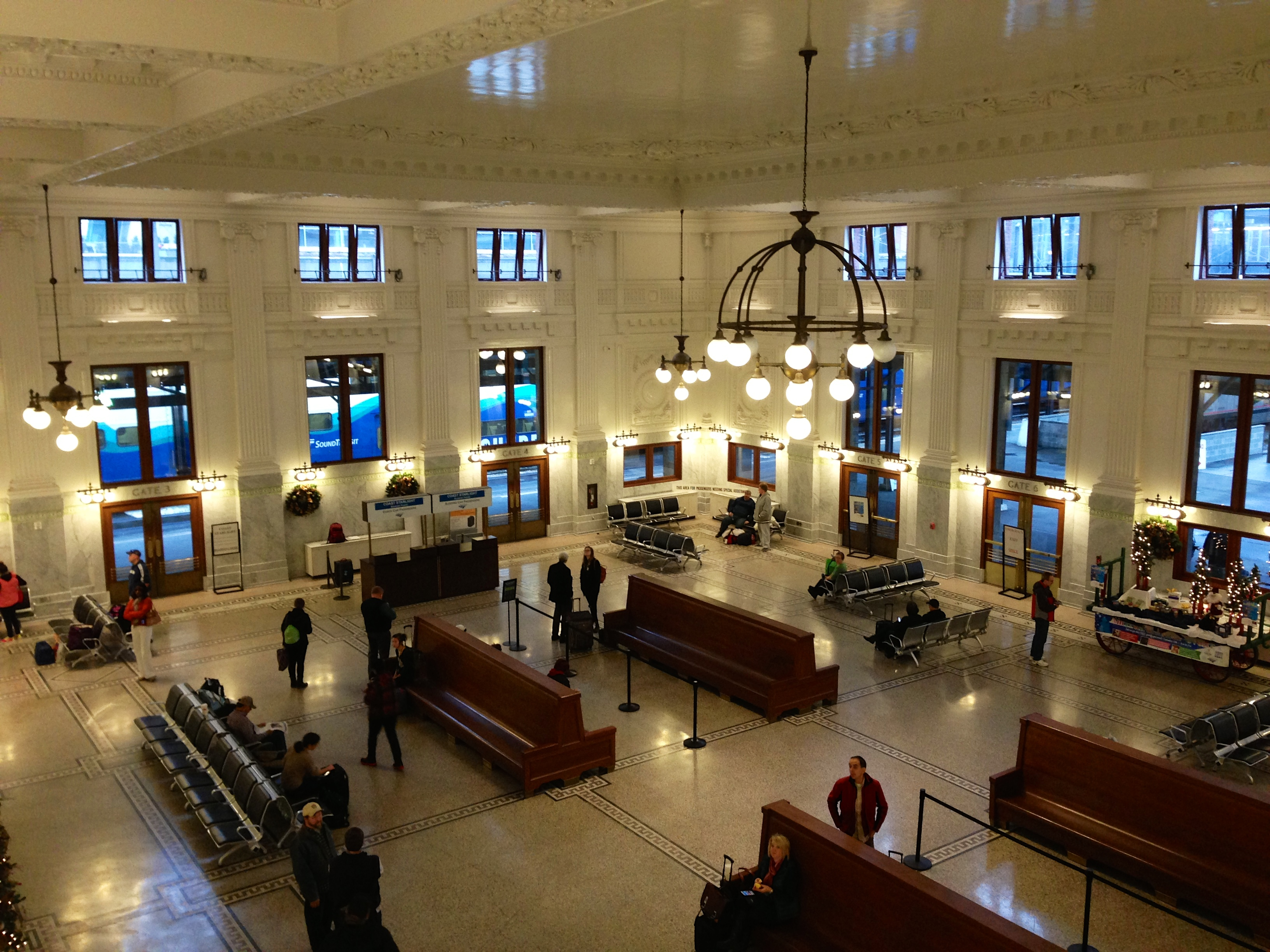
重新装修后的景街站候车厅内部，摄于2014年
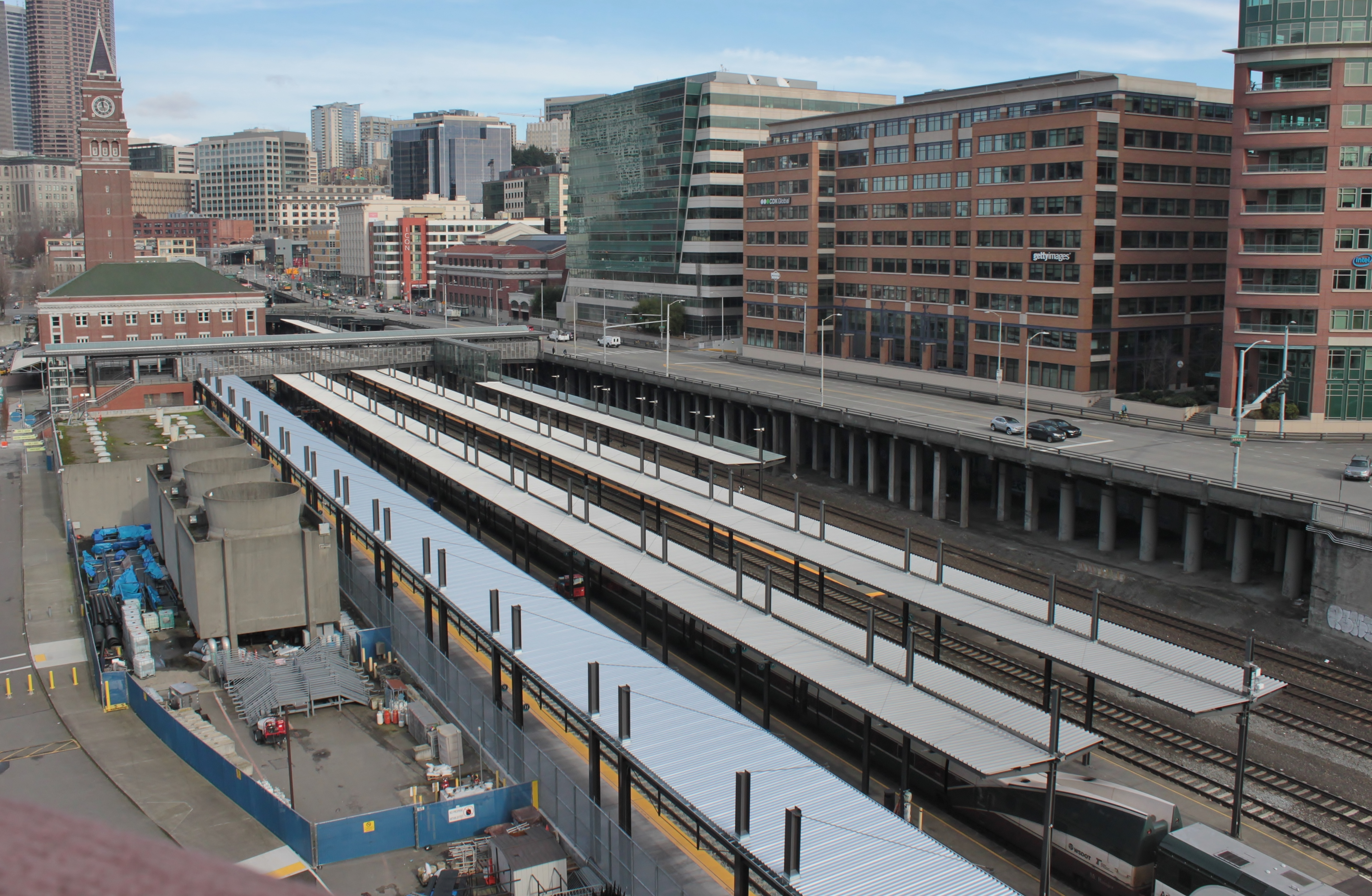
从西南侧望向站台

## 外部連結
- Amtrak - Stations - Seattle, WA
- King Street Station (National Register of Historic Places)（页面存档备份，存于）
- King Street Station (City of Seattle, Department of Transportation)（页面存档备份，存于）
- King Street Station (Sound Transit)（页面存档备份，存于）
- King Street Station (Washington State Department of Transportation)（页面存档备份，存于）
- Seattle, WA (SEA) (Amtrak's Great American Stations)（页面存档备份，存于）